# Mancomunidad de Municipios Vega del Guadalquivir
La Mancomunidad de Municipios Vega del Guadalquivir es una institución integrada por cuatro municipios de la provincia de Córdoba, (Andalucía, España), que son: Guadalcázar, Hornachuelos, La Victoria y Posadas.

## Historia
La entidad se conformo en el año 1998 conglomerando los ayuntamientos de Almodóvar del Río, Fuente Palmera, Guadalcázar, Hornachuelos, La Carlota, La Victoria, Palma del Río y Posadas, con la misión de crear una cooperación territorial con plena capacidad jurídica propia.

Será a partir del año 2007 cuando comienza un abandono de esta institución por parte de los distintos ayuntamientos que la conforman por cuestiones económicas, siendo el primero en abandonarla Almodóvar del Río y siguiendo su camino los ayuntamientos de La Carlota, Fuente Palmera, Posadas y Palma del Río en el año 2012, permaneciendo solo tres municipios.

Es en el año 2020 cuando el municipio de Posadas se vuelva a integrar dentro de la mancomunidad.
| # | Escudo | Nombre                             | Población (2022) | Superficie (km²) | Densidad de población |
| - | ------ | ---------------------------------- | ---------------- | ---------------- | --------------------- |
| 1 |        | Guadalcázar                        | 1.552            | 72,37            | 21,54                 |
| 2 |        | Hornachuelos                       | 4.450            | 909,22           | 4,92                  |
| 3 |        | La Victoria                        | 2.316            | 20               | 114,45                |
| 4 |        | Posadas                            | 7.267            | 160,28           | 45,65                 |
|   | Total  | Mancomunidad Vega del Guadalquivir | 15.585           | 1.161,87         | 9,676                 |

## Funciones
La Mancomunidad tiene por objeto promover, dinamizar y racionalizar el desarrollo integral del territorio que forman los municipios asociados, llegando de este modo a cubrir necesidades presente en los municipios que la conforman,  además de conjugar y  coordinar medios y  esfuerzos materiales y  humanos para cumplir fines de interés público para todos ellos.
Siendo la promoción y el desarrollo socioeconómico el principal pilar a destacar entre los dichos municipios, mediante la creación de cursos, actividades culturales, deportivas e inversión de conservación de vías rurales y carreteras.

## Composición
La Mancomunidad de Municipios de la Vega del Guadalquivir está compuesta por una junta general, que a su vez está formada por dos representantes de los municipios de menos de cinco mil habitantes, tres representante de los ayuntamientos que tengan entre cinco mil y diez mil habitantes, y por cinco representantes de los municipios que tengan más de diezmil habitantes. De esta forma los alcaldes/as de cada uno de los municipios que conforma la mancomunidad son representantes de sus municipios, los demás representantes se deben elegir por parte de las distintas corporaciones municipales.
De este modo la composición queda configurada de la siguiente forma: Guadalcázar (2 representantes), Hornachuelos (2 representantes), La Victoria (2 representantes) y Posadas (3 representantes).